# Allians

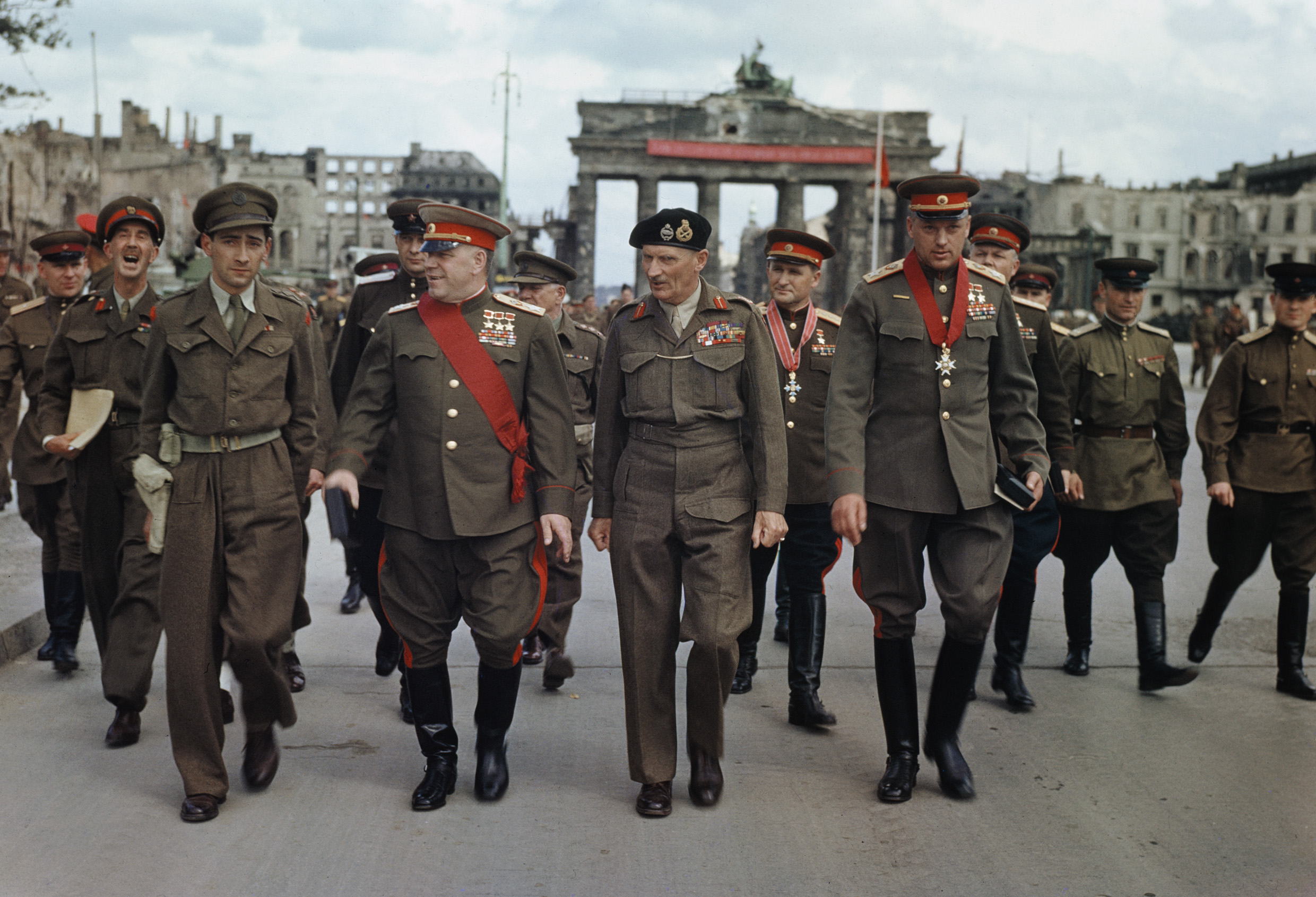
Bernard Montgomery dekorerar ryska generaler i en ceremoni vid Brandenburger Tor 12 juli 1945.

Allians, av franska alliance, förbund eller förbindelse, gemensam överenskommelse.
I internationell politisk mening sluts en allians mellan stater för något gemensamt ändamål, till exempel anfall, försvar eller handel. Deltagare i en allians kallas allierad. Termen de allierade användes specifikt för två allianser under de två världskrigen, till exempel de allierade som avsågs vara inledningsvis Frankrike, Polen och Storbritannien som hade ingått en pakt för att stödja varandra vid ett eventuellt angrepp från Nazityskland under andra världskriget.
I civilrättsliga sammanhang kan med allians avses ett äktenskap eller ett avtal om ömsesidigt samarbete.

## Exempel på allianser

### Krig

#### Trettioåriga kriget
Under trettioåriga kriget hade de katolska staterna i Tysk-romerska riket en allians och de protestantiska tyska staterna en allians. Sverige anslöt sig till den protestantiska alliansen och så gjorde så småningom även Frankrike, trots att det huvudsakligen var ett katolskt land.

#### Första världskriget (1914)
De allierade, eller Ententen, var under första världskriget Storbritannien, Frankrike, Ryssland, Italien, USA, Kanada och flera till. De stred mot den allians som kallades centralmakterna.

#### Andra världskriget
De allierade under andra världskriget var inledningsvis Frankrike, Polen och Storbritannien som hade ingått en pakt för att stödja varandra vid ett eventuellt angrepp från Nazityskland. Storbritannien stöddes av länderna från det brittiska samväldet.
När andra världskriget bröt ut den 1 september 1939 och Tyskland så småningom ockuperade flera länder i Europa, gick många av dessa länders exilregeringar med de allierade. Efter Tysklands angrepp på Sovjetunionen den 22 juni 1941 kom även detta land att ingå i alliansen och slutligen även USA efter Japans angrepp på Pearl Harbor den 7 december 1941. I och med denna händelse blev även Japans krig mot Kina en del av andra världskriget och Kina en av de allierade.
Emellanåt används termen de västallierade för att skilja ut de demokratiska länderna i väst från diktaturen Sovjetunionen.

### Politik
Inom politik kan med allians avses ett samarbete mellan olika partier som är något djupare än bara en tillfällig koalition, exempelvis Alliansen (Allians för Sverige).

### Sport
Inom sporten finns alliansföreningar, vilket avser idrottsföreningar inom olika sporter som samsas om ett gemensamt varumärke. Genom att de tävlar i sinsemellan olika sporter, så konkurrerar de inte med varandra. Ofta är alliansen en tidigare flersektionsförening som har delats upp i självständiga föreningar för varje sport. Det görs för att man skall kunna stödja varandra sportsligt och supportermässigt men utan att ta den ekonomiska risken för varandra.

## Alliansfrihet
Alliansfrihet, att stå utanför militära allianser i syfte att kunna vara neutral om kriget kommer. Alliansfrihet förväxlas ofta med neutralitet, men begreppen har olika innebörd även om de också är förknippade med varandra. Att vara alliansfri är att stå utanför militärpolitiska samarbeten av typen militärallianser. Neutralitet är ett folkrättsligt begrepp som innebär att ett land inte ger militärt stöd till någon part i ett pågående krig. Ett land kan ingå i en allians med ett land men ändå välja att inte delta i en konflikt det allierade landet hamnar i med ett annat land. Man kan också delta på någons sida i en konflikt utan att det formellt finns någon allians mellan länderna.